# Болгария на зимних Олимпийских играх 1984
Болгария принимала участие в Зимних Олимпийских играх 1984 года в Сараево (Югославия) в одиннадцатый раз за свою историю, но не завоевала ни одной медали. 
Сборную Болгарии представляли 16 спортсменов: 15 мужчин и одна женщина — фигуристка Кристина Боянова. Лучший результат показал горнолыжник Петр Попангелов — 6 место в слаломе, повторив своё же достижение предыдущих олимпийских игр в Лейк-Плесиде. Сборная лыжников вошла в десятку лучших в эстафете, показав время 2'03:17.6.
Болгарские спортсмены выступили в 5 видах спорта:
- горнолыжный спорт
  - слалом
  - гигантский слалом
- биатлон
  - 10 км спринт
  - 20 км
- лыжные гонки: дистанции 15, 30, 50 км, а также мужская эстафета 4×10 км.

- фигурное катание: в танцах на льду выступали Кристина Боянова и Явор Иванов, по сумме всех программ они заняли 18 место.
- прыжки с трамплина:
  - Нормальный трамплин: Владимир Брейчев (19 место), Валентин Божков (37 место), Ангел Стоянов (49 место).
  - Большой трамплин: Владимир Брейчев (42 место), Ангел Стоянов (49 место).

Самой юной участницей сборной была 17-летняя Кристина Боянова, самым старшим участником был 29-летний лыжник Милуш Иванчев.
Флаг на церемонии открытия Игр нёс биатлонист Владимир Величков.